# Mkhondo
Mkhondo (officieel Mkhondo Local Municipality) is een gemeente in het Zuid-Afrikaanse district Gert Sibande.
Mkhondo ligt in de provincie Mpumalanga en telt 171.982 inwoners.

## Hoofdplaatsen
Het nationaal instituut voor de statistiek, Stats SA, deelt sinds de census 2011 deze gemeente in in 10 zogenaamde hoofdplaatsen (main place):
Amsterdam • Dirkiesdorp • Iswepe • KwaNgema • KwaThandeka • Mkhondo NU • Ngema Tribal Trust • Nkosanjaneni • Piet Retief • Saul Mkhizeville.